# Imangali Tasmagambetov
Imangali Nourgaliouly Tasmagambetov (en kazakh : Иманғали Нұрғалиұлы Тасмағамбетов) est un homme d'État kazakh, né le 9 décembre 1956 à Novobogat dans l'oblys d'Atyraou.
Premier ministre du Kazakhstan de janvier 2002 à juin 2003, il a été remplacé par le vice-Premier ministre Daniyal Akhmetov suite à l’échec de ses réformes agraires. Il est le maire d’Astana de 2008 à 2014.